# Larry Fessenden

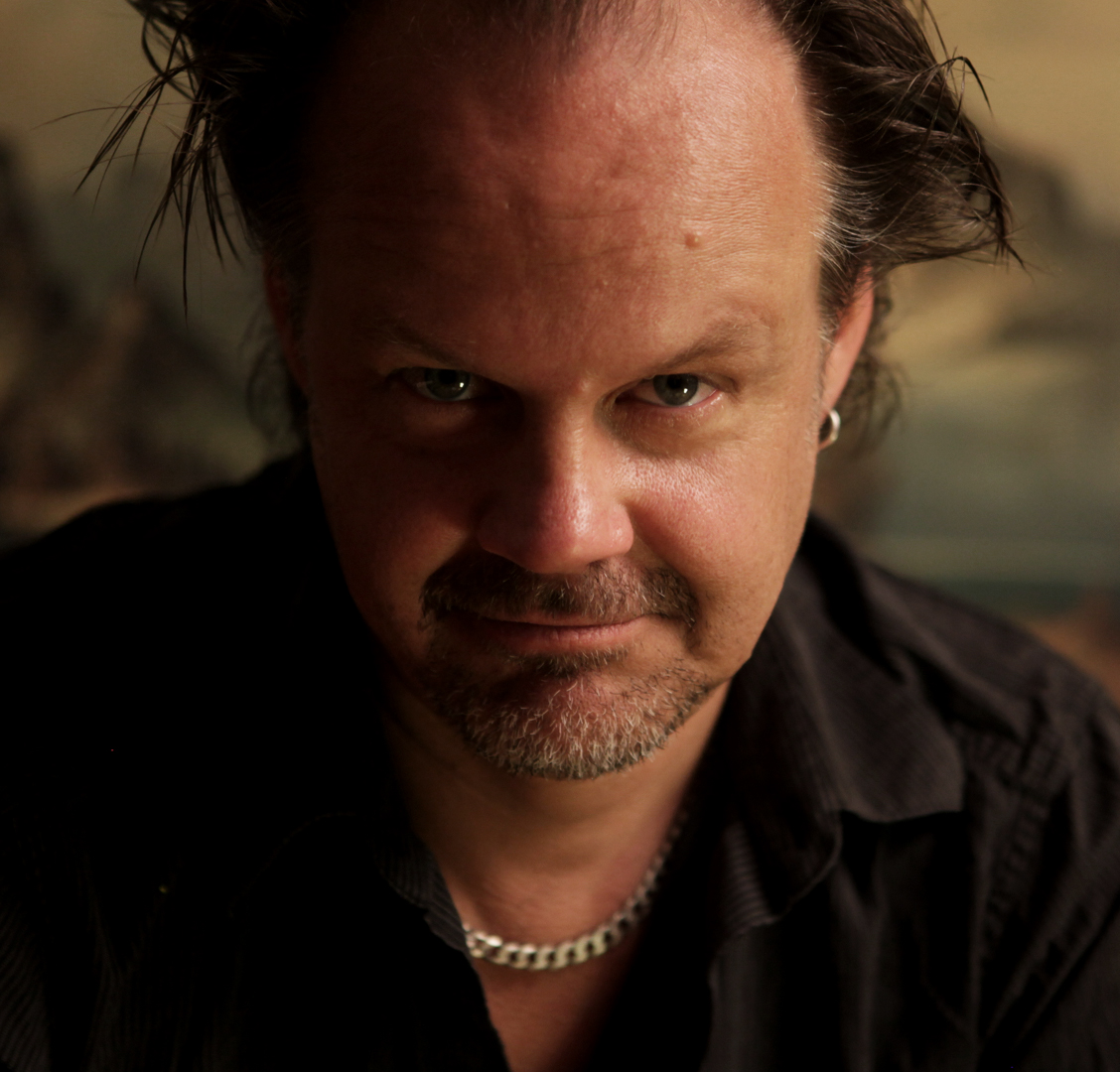
Larry Fessenden (2010)

Larry Fessenden (* 23. März 1963 in New York) ist ein US-amerikanischer Filmschauspieler, Filmemacher und Filmproduzent.

## Leben
Larry Fessenden wurde 1963 in New York City geboren. Bereits zur Zeit seiner Anfänge als Schauspieler realisierte er mehrere Kurzfilme und lieferte zu Beginn der 1980er Jahre mit A Face in the Crowd und Experienced Movers seine ersten Langfilme ab. In den 1990ern folgten No Telling und Habit, für den er seine erste Nominierung bei den Independent Spirit Awards erhielt, und im neuen Jahrtausend Wendigo – Dem Bösen geweiht und The Last Winter. Nachdem er hiernach als Darsteller und Regisseur kürzertrat und sich auf die Produktion von Filmen konzentrierte, übernahm Fessenden zu Beginn der 2020er Jahre in den Filmen Jakob’s Wife – Meine Frau, der Vampir und Offseason – Insel des Grauens wieder Rollen als Schauspieler und eine Sprechrolle in The Spine of Night an.
Fessenden ist neben seiner Tätigkeit als Schauspieler und Filmemacher auch immer wieder als Kameramann tätig und ist Gründer des in New York ansässigen Produktionsunternehmens für Independentfilme Glass Eye Pix.
Mit seinem Sohn Jack, der ebenfalls Filmemacher ist, gründete er die Band Still Rusty, mit der sie das Album MAD 4EVER veröffentlichten.

## Filmografie (Auswahl)
Als Schauspieler und Sprecher
- 2005: Broken Flowers
- 2006: The Last Winter
- 2008: Wendy and Lucy
- 2010: Vampire Nation
- 2011: You’re Next
- 2015: The Mind’s Eye
- 2015: Until Dawn (Computerspiel) (Stimme und Motion Capture als Jack Fiddler / Flammenwerfer-Typ)
- 2015: We Are Still Here – Haus des Grauens (We Are Still Here)
- 2016: In a Valley of Violence
- 2019: The Dead Don’t Die
- 2021: Jakob’s Wife – Meine Frau, der Vampir (Jakob’s Wife)
- 2021: The Spine of Night (Stimme)
- 2021: Offseason – Insel des Grauens (Offseason)
- 2022: X (Stimme)[5]
- 2023: Brooklyn 45
- 2023: Killers of the Flower Moon
- 2023: The Darkest Truth – Im Schatten der Wahrheit (The Good Mother)

Regie und Drehbuch
- 1995: Habit
- 2006: The Last Winter
- 2013: Beneath
- 2019: Depraved
- 2023: Blackout

Produktion
- 2006: The Last Winter
- 2008: Wendy and Lucy
- 2013: Beneath
- 2011: The Innkeepers – Hotel des Schreckens (The Innkeepers)
- 2016: Stray Bullets
- 2017: Like Me
- 2017: Most Beautiful Island
- 2018: The Ranger
- 2019: Depraved
- 2021: Foxhole
- 2023: Blackout

## Auszeichnungen (Auswahl)
Independent Spirit Award
- 1998: Nominierung für die Beste Regie (Habit)
- 2009: Nominierung als Bester Spielfilm (Wendy and Lucy)
- 2018: Nominierung für den John Cassavetes Award (Most Beautiful Island)